# فردریک برگ
 فردریک برگ (انگلیسی: Fredrik Bergh؛ زاده ۲۲ آوریل ۱۹۷۵) یک تنیس‌باز اهل سوئد است.